# Hypnum pseudosilesiacum
Hypnum pseudosilesiacum là một loài Rêu trong họ Hypnaceae. Loài này được (Schimp.) Lesq. & James mô tả khoa học đầu tiên năm 1884.